# Cestrotus pilosus
Cestrotus pilosus är en tvåvingeart som först beskrevs av Friedrich Georg Hendel 1920.  Cestrotus pilosus ingår i släktet Cestrotus och familjen lövflugor.
Artens utbredningsområde är Tanzania. Inga underarter finns listade i Catalogue of Life.